# Rainer Schmitt (Musikwissenschaftler)

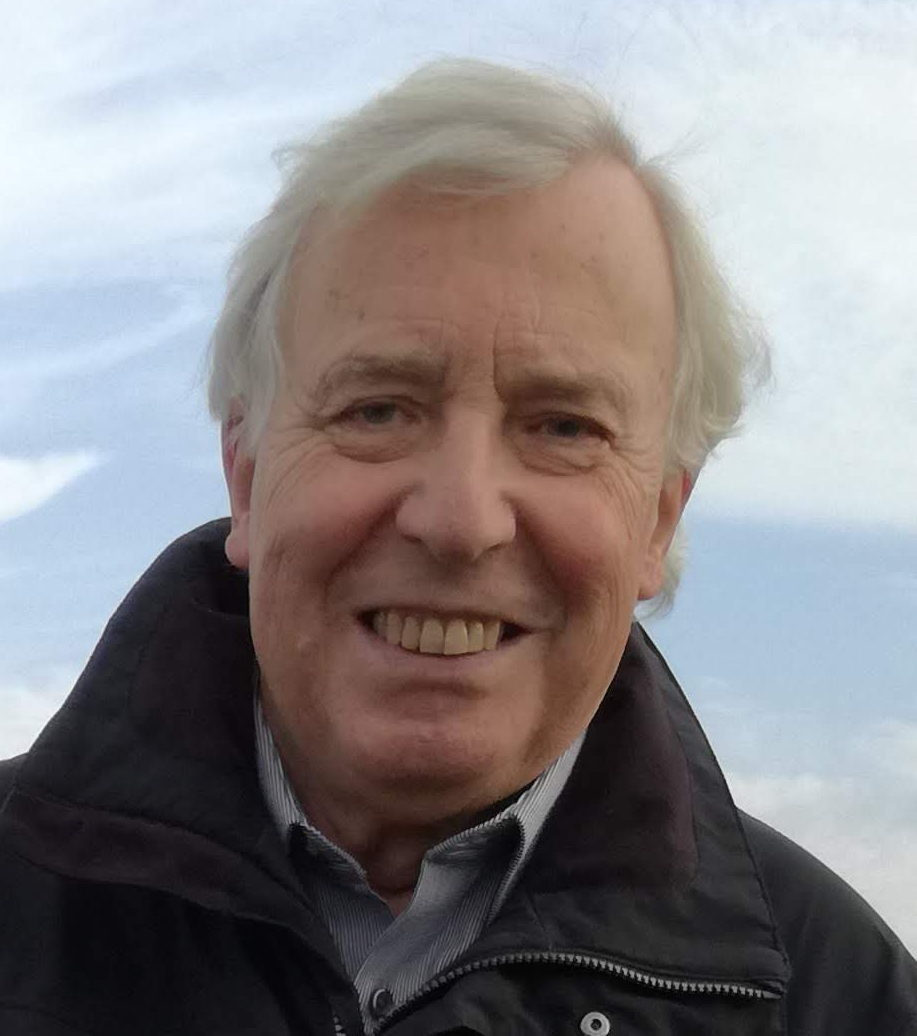
Rainer Schmitt (2020)

Rainer Schmitt (* 1944 in Bonn) ist ein deutscher Musikpädagoge und Musikwissenschaftler.

## Werdegang
Schmitt studierte von 1964 bis 1969 an der Hochschule für Musik und Tanz in Köln Schulmusik und an der Universität Bonn Musikwissenschaft, Geschichte und Philosophie. 1972 promovierte er bei Günther Massenkeil über das Geistliche Konzert der frühen Barockzeit in Süddeutschland. Nach einer mehrjährigen Tätigkeit als Lehrer an Gymnasien übernahm Schmitt 1976 eine Professur für Musikerziehung an der Pädagogischen Hochschule Ludwigsburg. Im Jahr 1986 folgte die Berufung auf eine Professur für Musik und ihre Didaktik an die Technische Universität Braunschweig.
Er leitete von 1986 bis 2009 an der TU Braunschweig das Seminar für Musik und Musikpädagogik, heute Institut für Musik und ihre Vermittlung. Schwerpunkte von Forschung und Lehre in dieser Zeit waren Didaktik und Methodik der Musik sowie Gebiete der Historischen und Systematischen Musikwissenschaft.
Schmitt ist seit 1969 verheiratet und hat zwei Kinder.

## Forschungen und Arbeitsschwerpunkte
Zu den Schwerpunkten der Forschung gehören besonders interdisziplinäre Aspekte der Musikvermittlung (z. B. Musik und Religion, Musik und Jugendkultur, Musik und Spiel) und die Musik der frühen Barockzeit. Zahlreiche Aufsätze befassen sich zudem mit aktuellen Problemen der Musikpädagogik. Von 1987 bis 2007 war Rainer Schmitt im Westermann-Verlag als Mitglied des Beirats der Zeitschriften „Grundschule“ und „Praxis Grundschule“ Herausgeber und Autor von Themenheften und Aufsätzen zur Musikvermittlung. Von 1993 bis 2002 gab er zusammen mit Werner Pütz im Klett-Verlag das Schulbuch „Hauptsache Musik“ für die Sekundarstufe I heraus, bestehend aus jeweils drei Schüler- und Lehrerbänden mit den zugehörigen CD-Kassetten.
Neben seiner pädagogischen und wissenschaftlichen Tätigkeit leitete Schmitt in den Jahren 1976 bis 1986 Chor und Orchester der Pädagogischen Hochschule Ludwigsburg sowie von 1987 bis 1997 den Chor der TU Braunschweig, mit dem er regelmäßig Konzerte aufführte. Er ist Mitglied der Gesellschaft für Musikpädagogik e.V. und engagiert sich in der regionalen Kulturpolitik.

## Publikationen (Auswahl)

### Bücher
- Musik und Spiel in Religionsunterricht und Jugendarbeit. Praktische Anleitungen Beispiele und Modelle. Stuttgart: Kösel 1983. ISBN 3-7668-0729-3
- mit Günter Kleinen: Musik verbindet. Musikalische Welten auf Schülerbildern. Essen: Die Blaue Eule 1991. (Musikwissenschaft, Musikpädagogik in der Blauen Eule. 4.) ISBN 978-389206370-4
- Musik im Umbruch. Studien zu Michael Praetorius = Wolfenbütteler Forschungen, Wolfenbüttel 2022 (Hg. mit Sven Limbeck und Siegrid Wirth) ISBN 978-3-447-11691-6
- mit Jürgen Habelt, Christoph Helm (Hrsg.): Ruhm und Ehre durch Musik. Beiträge zur Wolfenbütteler Hof- und Kirchenmusik während der Residenzzeit. Wolfenbüttel 2013. ISBN 978-3-9815710-1-1
- EinFach Musik: Musik und Religion. Paderborn: Schöningh 2013. ISBN 978-3-14-018083-2
- EinFach Musik: Barockmusik neu entdecken. Paderborn: Schöningh 2016. (EinFach Musik: Unterrichtsmodelle für die Schulpraxis.) ISBN 978-3-14-018085-6

### Aufsätze in Sammelwerken und Handbüchern
- "Klasse! Wir singen". Beobachtungen und Analysen zu den Braunschweiger Liederfesten für Kinder. In: Musikpädagogische Forschung. Bd. 29. Essen 2008 (zusammen mit Franz Riemer)
- Aspects of development-orientated lessons. In: Zinatnískie Raksti. Scientific Articles IV. Riga 2004, S. 90–99
- Fotodokumente zur Jugendmusikbewegung. In: Bernhard Hofmann (Hg.): Was heißt methodisches Arbeiten in der Musikpädagogik? Essen 2004, S. 83–99 (zus. mit Franz Riemer)
- Zwischen Ekstase und Rausch. Zur Veränderung von Bewusstseinszuständen durch Musik. In: Günter Krutz u. a. (Hg.): Anstöße – musikalische Bildung fordern und fördern. Augsburg 2004, S. 185–197
- Musik. In: W. Einsiedler u. a. (Hg.): Handbuch Grundschulpädagogik und Grundschuldidaktik. Bad Heilbrunn 2001, S. 604–615
- Interkultureller Musikunterricht – eine Schimäre? In: Siegmund Helms (Hg.). Musikpädagogik zwischen Regionalisierung, Europäisierung und Globalisierung (= Musik im Diskurs Bd. 15). Kassel 2000, S. 80–94
- Musikunterricht in der Grundschule – Konzepte, Verhaltensweisen, Vermittlungsebenen. In: Dieter Haarmann (Hg.): Handbuch Grundschule Bd. 2, Fachdidaktik. Weinheim und Basel 2000, S. 312–322
- Aspekte zu einem entwicklungsorientierten Anfangsunterricht in Musik. In: Hanna Kieper / Joachim Nauck (Hg.). Unterrichten im ersten Schuljahr. Hohengehren 1999, S. 133–149
- Sich selbst zum Ausdruck bringen durch klangliches Gestalten. In: Wolfgang G. Esser u. a. (Hg.): Die Seele befreien. Spiritualität für Kinder. München 1998, S. 105–129
- Das Bedürfnis des Kindes nach klanglichem Ausdruck. In: Martin Pfeiffer u. a. (Hg.): Systematische Musikpädagogik. Augsburg 1998, S. 348–356
- Musik erfinden. In: Siegmund Helms u. a. (Hg.): Handbuch des Musikunterrichts. Primarstufe. Kassel 1997, S. 187–236